# Brett Leason
Brett Leason (Calgary, Alberta, 30 de abril de 1999) es un jugador profesional canadiense de hockey sobre hielo que se desempeña en la posición de extremo derecho en Anaheim Ducks, equipo de la National Hockey League (NHL).

## Carrera
Fue seleccionado en la segunda ronda en la NHL Entry Draft de 2019. En 2021 hizo su debut profesional con el equipo Washington Capitals, en el cual jugó una temporada (2021-2022), después pasó a Anaheim Ducks, donde lleva jugando dos temporadas.